# Службени гласник Републике Српске

Службени гласник Републике Српске (СГРС) је јавна установа која издаје и штампа истоимено службено гласило Републике Српске. Први број гласила “Службени гласник Републике Српске” штампан је 15. јануара 1992. године.
Сједиште Службеног гласника Републике Српске је у Бањалуци.

## Историја
Јавна установа Службени гласник Републике Српске је правни сљедбеник Јавног предузећа Службени гласник Републике Српске које је основано 8. августа 1992. године доношењем Закона о објављивању републичких прописа. Одлуком Владе Републике Српске од 28. октобра 2005. јавно предузеће је трансформисано у јавну установу, а у судски регистар је уписано 12. децембра 2005.
Важећим Законом о објављивању закона и других прописа Републике Српске је утврђено да је „Службени гласник Републике Српске“ службено гласило Републике Српске. Први број службеног гласила је штампан 15. јануара 1992. Гласило се штампа на језицима конститутивних народа, ћирилицом и латиницом.

## Организација
Органи управљања и руковођења Службеног гласника су: Управни одбор, Надзорни одбор и директор.
Установом управљају и руководе директор и Управни одбор. Директор је истовремено главни и одговорни уредник „Службеног гласника Републике Српске“ . Дјелатности које су предмет пословања ова јавна установа врши преко својих организационих јединица: Службе редакције, Рачуноводствено-финансијске и комерцијалне службе, Службе општих и правних послова и Штампарије.

## Дјелатност
Установа обавља дјелатност од општег интереса,односно издаје и штампа Службени гласник Републике Српске. Основни садржај Службеног гласника Републике Српске утврђен је Законом о објављивању закона и других прописа Републике Српске. Службени гласник Републике Српске излази по потреби, а изузетно због нарочите хитности може се издати и ванредни.
У Службеном гласнику Републике Српске се објављују прописи и други акти које у оквиру своје надлежности доносе:

- Предсједник Републике Српске,
- Народна скупштина Републике Српске,
- Вијеће народа Републике Српске,
- Влада Републике Српске и
- Уставни суд Републике Српске.

Такође, објављују се и акти које објављују министарства, републичке управе и републичке организације,
Републичка изборна комисија, Уставни суд Босне и Херцеговине и други органи и институције Босне и Херцеговине и Републике Српске, ако је законом прописано објављивање њихових прописа.
Поред издавања и штампе службеног гласила, Службени гласник се бави и дјелатностима производње производа од папира и картона; штампањем новина, услуга припреме за штампу и објављивање, књиговезачком и припадајућом услужном дјелатности,умножавањем (репродукција) снимљених записа и осталом прерађивачка индустрија д.н, те издавачком дјелатношћу која подразумијева издавање књига, новина, часописа, периодичних публикација, снимања звучних записа и издавање музичких записа и остале издавачке дјелатности.

## Издања Службеног гласника Републике Српске
- Наши дани

Књига аутора Жељка Стјепановића је вишеструко награђивани текст, добитник Златног пера за најбољи домаћи савремени драмски текст објављена у саиздаваштву са Народним позориштем Републике Српске.
- Болест – Хркачи

Књига аутора Николе Коље Пејаковића је драма написана у духу позоришног апсурда, доноси дубоко и оштро преиспитивање савремене стварности, страхова и самоће. Објављена је у саиздаваштву са Народним позориштем Републике Српске.
- ТИЈАНА – жена, мајка, краљица

У саиздаваштву са Министарством породице, омладине и спорта објављена је књига „ТИЈАНА – жена, мајка, краљица“, аутора Свјетлане Глигић и Жељка Тице. Књига је посвећена Тијани – жени чији су рад, залагање и лична снага оставили неизбрисив траг у професионалној и широј друштвеној заједници и довеле су до оснивања удружења и покретања хуманитарних активности у области подршке дјеци са церебралном парализом.
- Стварање Републике Српске

Двотомно дjело „Стварање Републике Српске”, ауторa Николе Кољевића. Објављена у сарадњи са Службеним гласником Србије, књига доноси аутентичaн увид у кључне догађаје који су обиљежили стварање Републике Српске у периоду од 1993. до 1995. године.
- Године као бисери - Монографија ЈУ ОШ Георги Стојков Раковски

Књига аутора Радета Удовичића говори о бањалучкој Основној школи Георги Стојков Раковски, објављена поводом 50 година постојања ове установе.
- Бањалучке спортске даме

Књига коју потписује спортски новинар Жељко Тица објављена је 2022. године, посвећена истакнутим спортским дамама Бањалуке.
- Записи о (не)праву

Књига др Милана Благојевића објављена 2018. године је збирка од преко 50 ауторових коментара, анализа и полемика написаних у периоду од новембра 2015. до септембра 2018. године.
- С планине и испод планине

Поводом стогодишњице од смрти Петра Кочића, у саиздаваштву са Народном и универзитетском библиотеком Републике Српске објављено је критичко издање приповиједака овог великана српске књижевности.
- Успеније Гаврилово

Књига аутора Јована Бабића је само збирни и завршни резултат његовог дугогодишњег истраживања живота Гаврила Принципа
- Хрестоматија технологије охаеризма

Књига др Милана Благојевића је заправо научна студија у којој је описан и објашњен један систем владања успостављен противправно у БиХ убрзо након потписивања Дејтонског мировног споразума 1995. године.